# Les Bons

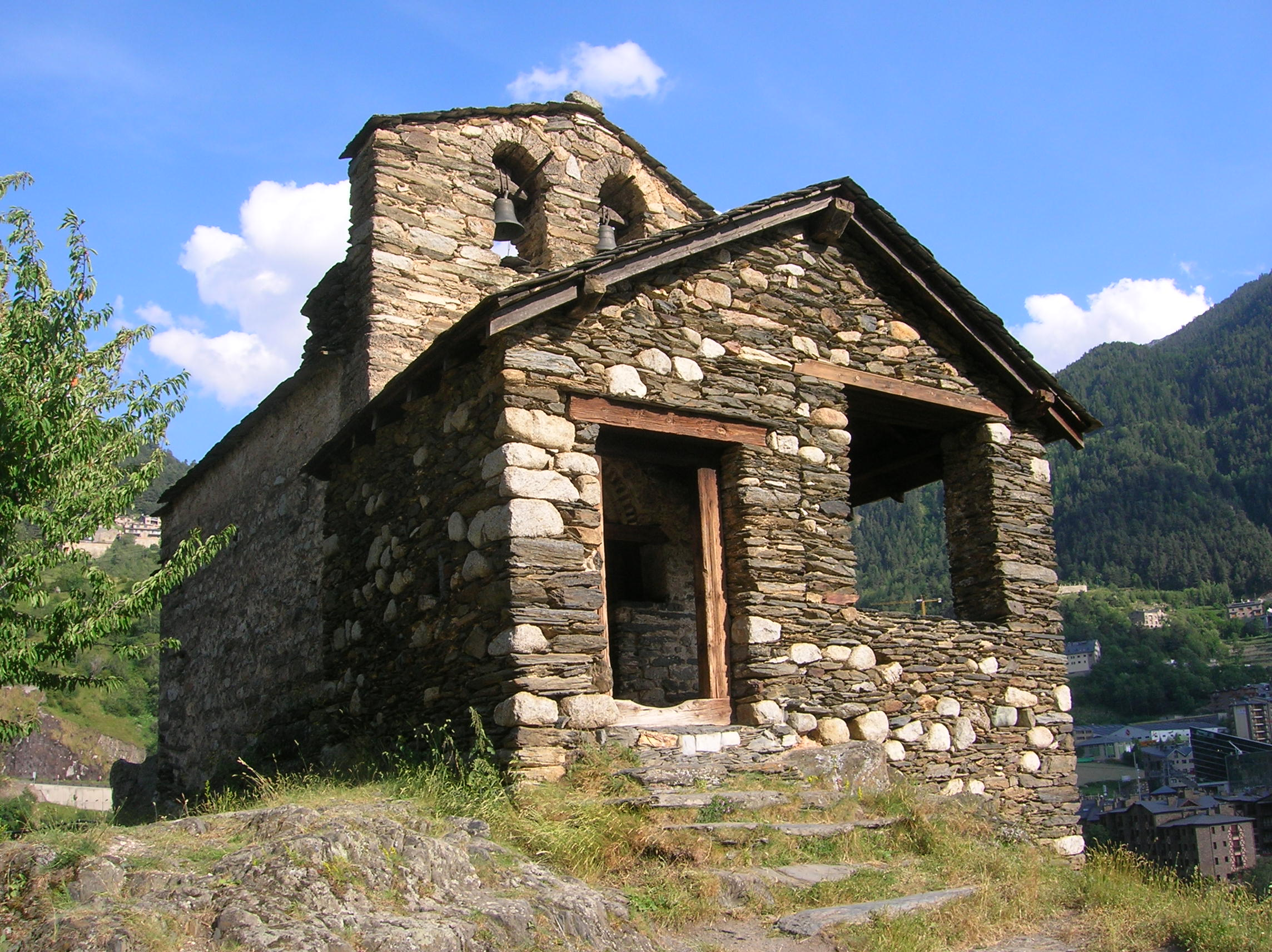
Die Kirche Sant Romà de les Bons in der Stadt

Les Bons ist eine Stadt in der Gemeinde Encamp in Andorra. Bei der Volkszählung 2024 hatte sie 1171 Einwohner.
In dem Ort befindet sich eine romanische Kirche names „Sant Romà de les Bons“ aus dem 12. Jahrhundert.

## Lage
Les Bons liegt nördlich des Flusses Valira dʼOrient und südöstlich des Berges Bony de les Neres, auf einer Höhe von 1617 Metern. Sie wird von einer Nebenstraße der Straße „FIXME“ bedient, einem Abzweig der Hauptstraße Carretera general 2 in Encamp. In der Nähe befindet sich nördlich die Stadt Meritxell und weiter dahinter Prats, südwestlich Vila und südlich Encamp. Der Ort liegt etwa 5 Kilometer entfernt von der Hauptstadt Andorras, Andorra la Vella.

## Klima
Die Durchschnittstemperatur beträgt 5 °C. Der heißeste Monat ist der Juli (16 °C) und der kälteste Monat ist der Dezember (-5 °C). Die durchschnittliche Niederschlagsmenge beträgt 1002 Millimeter pro Jahr. Der feuchteste Monat ist der November mit 121 Millimeter Regen und der trockenste Monat ist der Dezember mit 60 Millimeter Regen.